# Socket 563
Slot 563 — роз'єм для мікропроцесорів, використовується винятково для процесорів з низьким енергоспоживанням (16 ват) Athlon XP Mobile (моделі 8 і 10), виконаних у корпусі типу microPGA.
Socket 563 є низькопрофільним гніздовим роз'ємом з 563 контактними отворами, розташованими у вигляді матриці 24 х 24 (13 контактів використовуються як ключ). Корпус процесорів Athlon XP-M, призначених для установки у Socket 563, має розмір 33 х 33 мм. Фіксація процесора в роз'ємі здійснюється за допомогою поворотного гвинта.
Попри те, що процесори Athlon XP-M у корпусі типу microPGA призначені для мобільних комп'ютерів, існує системна плата з роз'ємом Socket 563 для настільних комп'ютерів — PC Chips M863G. Фіксація процесора на M863G здійснюється за допомогою важеля, характерного для роз'ємів, що встановлюються на настільних системних платах.

## Ресурси тенет
- Світлини материнських плат з роз'ємом Socket 563(англ.)
- Світлини 563-роз'ємного процесора  Athlon XP-M [Архівовано 21 лютого 2009 у Wayback Machine.](англ.)